# Fernando de Herrera

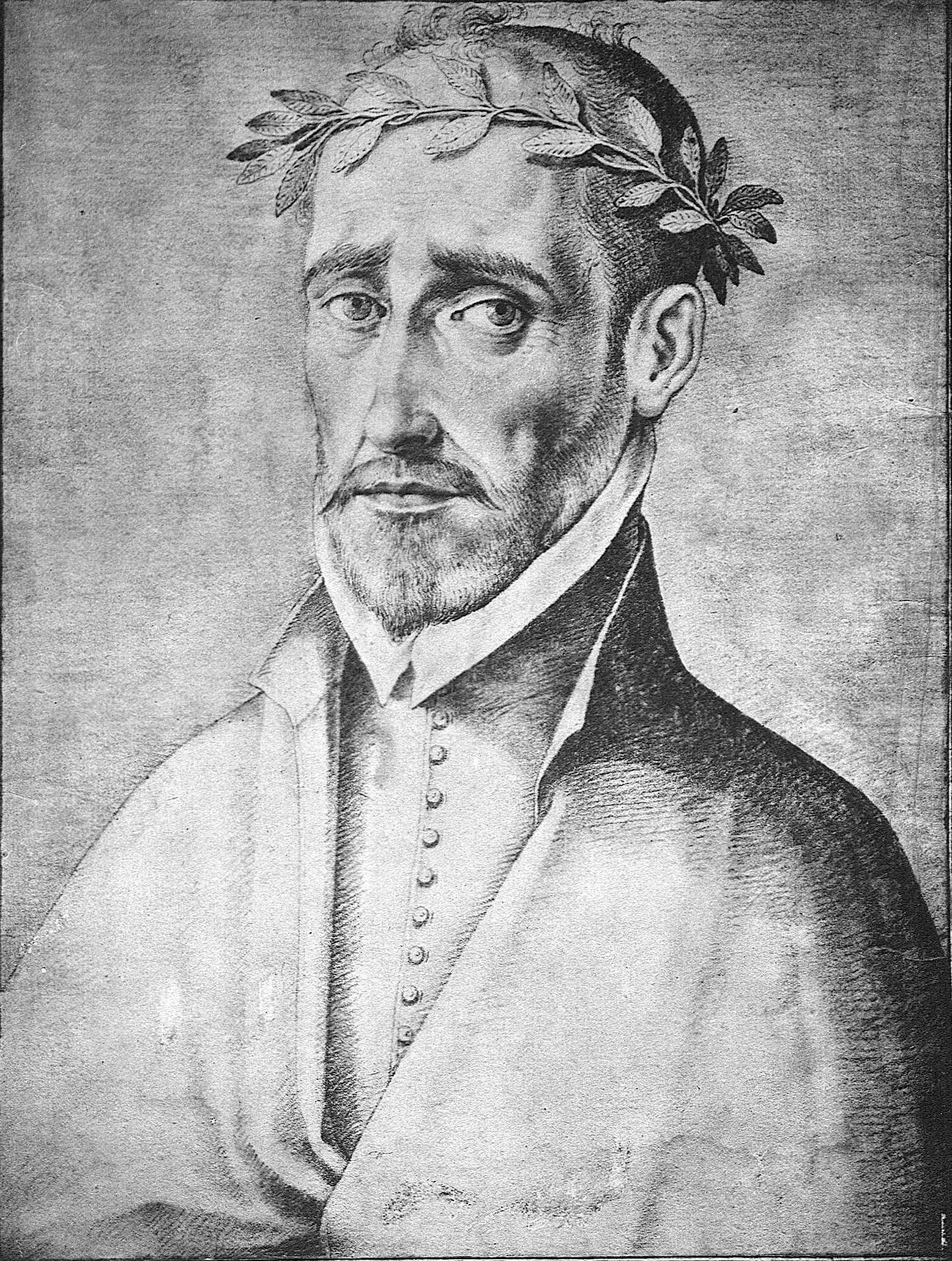
Fernando de Herrera

Fernando de Herrera (Sevilha, c. 1534 – 1597) foi um poeta do Século de Ouro da Espanha.
Sua família tinha grande prestígio em Sevilha, embora não fosse especialmente rica. Em uma cidade intensamente movimentada, Herrera cresceu afastado da vida social, e preferia a calma vida do campo, pelo que era ridicularizado por seus confrades, mas o tema militar o interessava. Tinha grande cultura e apreciava a poesia italiana, os clássicos e a Bíblia. Seu estilo pessoal foi influenciado pela obra de Garcilaso de la Vega, a quem tinha na mais alta estima.
Para conciliar suas inclinações contemplativas, fez os votos menores na Igreja Católica e recebeu uma colocação na paróquia de Santo André. Fazendo amizade em 1559 com o conde de Gelves, Don Álvaro Colón y Portugal, e sua esposa Doña Leonor de Milán de Córdoba y Aragón, passou a frequentar as tertúlias mantidas em seu palácio, onde se reuniam literatos e outros artistas. Acabou por se enamorar de sua anfitriã, servindo ela de musa inspiradora. Com a morte de Leonor em 1581, o poeta abandonou a lírica amorosa. Com a morte do conde no ano seguinte o grupo de intelectuais se dispersou, e Herrera decidiu dedicar-se a dois grandes projetos literários: a composição de uma História do Mundo até a morte da Carlos V e a biografia de Thomas Morus.
A habilidade de Herrera com a poesia lhe valeu o apelido de El Divino, dado por Cervantes. Ao mesmo tempo sua grande cultura literária o tornou o líder da escola sevilhana de poesia. Suas obras tratam de uma variedade de assuntos, incluindo a poesia militar e épica, crônicas de feitos militares, canções de amor, um comentário sobre a obra de Garcilaso, traduções latinas e italianas, e trabalhos de história e biografia. Alguns vão listados a seguir:
- Relacion de la guerra de Chipre y sucesso de la batalla Naual de Lepanto Escrito por Fernando de Herrera, dirigido al ilustrissimo y excelentissimo dõ Alõso Perez de Guzman el Bueno, Duque de Medina Sidonia y Conde de Niebla. Seville: Alonso Picardo (1572), que inclui a Cancion en Alabanza de la Diuina Magestad por la vitoria del Señor don Juan.
- Obras de Garci Lasso de la Vega con anotaciones de Fernando de Herrera al ilutrissimo i ecelentissimo Señor don Antonio de Guzman, Marques de Ayamonte, Governador del Estado de Milan, i Capitan General de Italia (1580).
- Algunas obras de Fernando de Herrera al illustriss. S.D. Fernando Enriquez de Ribera Marques de Tarifa (1582).
- Tomás Moro de Fernando de Herrera al ilustrissimo Señor don Rodrigo de Castro Cardenal y Arzobispo de Sevilla' (1592).
- Versos de Fernando de Herrera Emendados y divididos por el en tres libros: A don Gaspar de Guzmán, Conde de Olivares, Gentilhombre de la Cámara del Príncipe nuestro Señor, Alcaide de los Alcazares Reales de Sevilla y Comendador de Bivoras en la Orden de Calatrava (1619).
- Rimas de Fernando de Herrera, 2 volumes (1786).
- Poesías, editado por García de Diego (1914).